# Trepadeira-dos-muros

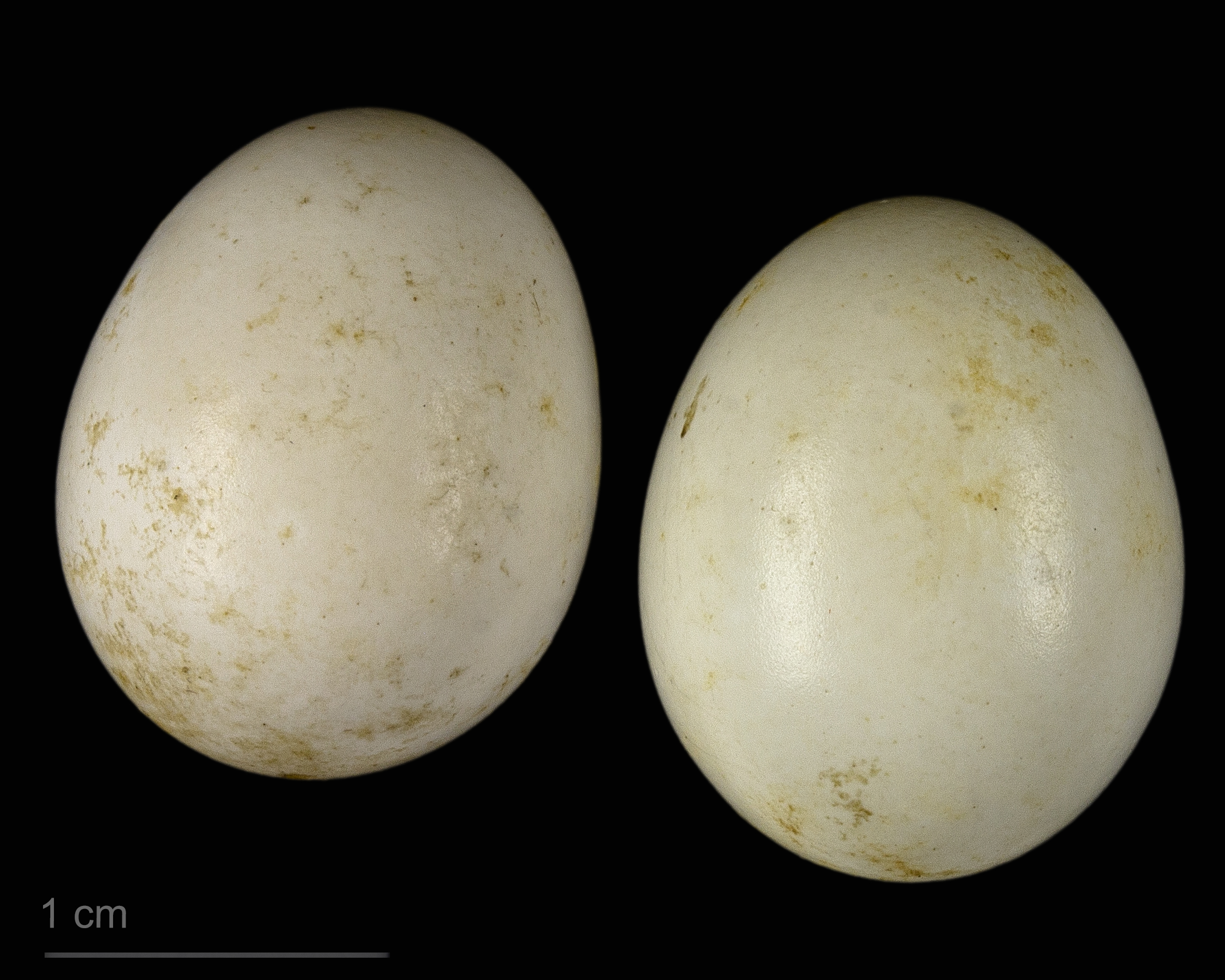
Tichodroma muraria - MHNT

A Tichodroma muraria, comummente conhecida como trepadeira-dos-muros ou trepa-fragas, é uma ave passeriforme, da família Sittidae.

## Descrição
Este pássaro de pequenas dimensões, consegue chegar aos 16 centímetros de comprimento. Exibe uma plumagem cinzenta, realçada pelos tons mais escuros das asas e da cauda, sendo que o que mais se destacando são as manchas carmesins, que lhe margeiam as asas.

## Distribuição
Nidifica nas zonas montanhosas da Europa, nomeadamente nos Alpes, nos Pirenéus e nos Picos de Europa. Durante o Inverno desloca-se para terras mais baixas.

### Portugal
Em Portugal é uma espécie rara, tratando-se como invernante habitual no país. Pode passar despercebida devido à inacessibilidade de alguns dos locais que frequenta, dos quais se destaca, particularmente, a Barragem de Santa Luzia.